# Équipe de Serbie de rugby à XIII
L'équipe de Serbie de rugby à XIII est une sélection de joueurs serbes, ou d'origine serbe, qui représente la Serbie dans les matchs officiels de rugby à XIII et qui participe aux compétitions officielles depuis 2003.
Elle est , fin des années 2010, considérée comme la deuxième meilleure équipe d'Europe continentale après la France. 

## Histoire
Le rugby à XIII a été pratiqué pour la première fois en Serbie,  le 26  septembre 1953. Il s'agit alors d'un match exhibition entre deux équipes françaises. Une équipe «espoir» française bat alors une sélection d'étudiants marseillais sur le score de 44 à 41.
La Serbie est l'héritière de l'équipe de Yougoslavie, équipe qui avait rencontré la France le 21 mai 1961, à Banja Luka ; les locaux avaient été battus par la France sur le score de 13 à 00.
La fédération serbe de rugby à XIII est née le 10 novembre 2001, après 40 ans d'interdiction par le régime communiste, qui a proscrit la pratique de ce sport dans le milieu des années 1960.
En 2016, cette fédération présente une particularité peu répandue dans le monde sportif masculin qui est celle d'avoir agréé un « coach » féminin en la personne de Kristina Tamburi.

## Années 2000 et suivantes: l'émergence d'une nouvelle nation treiziste européenne
L'équipe de Serbie, alors représentée par l'équipe de Serbie-et-Monténégro, joue les éditions 2003 et 2004 de la Coupe de la Méditerranée. En 2005, elle participe au tournoi qualificatif pour la Coupe d'Europe des nations aux côtés des Pays-Bas et de la Géorgie. En 2006, elle dispute le tournoi qualificatif pour la Coupe du monde face aux Pays-Bas, à la Russie et à la Géorgie.
Le 12 août 2006, la Serbie remporte son premier trophée, la Coupe slave, après avoir battu la République tchèque à Prague. Le 28 octobre de la même année, elle dispute le premier match de rugby à XIII sur le sol grec,  face à une sélection grecque composée en majorité de joueurs australiens d'origine grecque (ou heritage players).
En mars 2007, l'équipe nationale serbe bat la sélection British Prison Service 44-24 et remporte le trophée de Belgrade. Du 1er au 27 juin, Belgrade héberge ensuite la Coupe d'Europe des moins de 16 ans et l'équipe de Serbie termine à la quatrième place.
Depuis 2007, la Serbie dispute le Bouclier européen, une nouvelle compétition de rugby à XIII.

## Un automne 2018 décisif pour les serbes

### Des test-matchs significatifs
L'automne 2018 marque le début d'une saison chargée pour les serbes, mais qui peut leur donner l'opportunité de se hisser dans l'élite mondiale.
Il commence par un test-match face aux Cœurs de Dragon du pays de Galles.  (Wales Dragonhearts) équipe galloise composée des joueurs du championnat national, sorte d'« équipe B » de l'équipe du pays de Galles. Test-match que les slaves remportent sur le score de 22 à 20. Une pénalité marquée par le joueur serbe Jasari ayant été décisive à la fin du match.
Mais trois jours, après, les gallois prennent leur revanche puisqu'ils battent les serbes sur le score de 50 à 4.
Le clou de cette année 2018 est cependant le test-match face à la France le 7 octobre 2018, à Belgrade. Le match est diffusé en direct, et en streaming. Malgré une lourde défaite (02-54), les Serbes ont su par moments faire déjouer les Français, réussissant plusieurs fois des interceptions dans le match. 

### Campagne de qualification pour la coupe du monde 2021 et repêchage
La Serbie joue sa qualification dans le groupe Euro B, composé de la Russie et de l'Espagne.
Seules les deux premières places sont qualificatives pour les matchs de barrage.  Le 13 octobre 2018, elle affronte la Russie à Moscou. Le 20 octobre 2018, c'est à domicile qu'elle rencontre l'Espagne à Belgrade. 
Elle échoue aux portes de la qualification, laissant la Russie et l'Espagne poursuivre leur chemin difficile vers la qualification. 
Néanmoins, pour des raisons officielles peu claires, la Russie se déclare forfait pour les matchs de qualification au mois d'aout 2019: la Serbie la remplace et affronte l’Écosse et la Grèce. 